# 60 mètres féminin aux championnats du monde d'athlétisme en salle 2024
Pour un article plus général, voir Championnats du monde d'athlétisme en salle 2024.
Navigation
2022 2025
L'épreuve du 60 mètres féminin des championnats du monde en salle de 2024 se déroule le 2 mars 2024 dans l'Emirates Arena de Glasgow, en Écosse.

## Résultats

### Séries
Les 3 premières de chaque série (Q) et les 3 meilleurs temps (q) se qualifient pour les demi-finales.
| Rang | Série | Couloir | Athlète                 | Pays                      | Temps | Notes  |
| ---- | ----- | ------- | ----------------------- | ------------------------- | ----- | ------ |
| 1    | 3     | 6       | Julien Alfred           | Sainte-Lucie              | 7.02  | Q      |
| 2    | 2     | 4       | Ewa Swoboda             | Pologne                   | 7.02  | Q      |
| 3    | 7     | 4       | Aleia Hobbs             | États-Unis                | 7.07  | Q      |
| 4    | 6     | 3       | Zaynab Dosso            | Italie                    | 7.10  | Q      |
| 5    | 7     | 6       | Patrizia van der Weken  | Luxembourg                | 7.12  | Q      |
| 6    | 4     | 4       | Rani Rosius             | Belgique                  | 7.12  | Q, PB  |
| 7    | 4     | 3       | Zoe Hobbs               | Nouvelle-Zélande          | 7.15  | Q, SB  |
| 8    | 1     | 5       | Géraldine Frey          | Suisse                    | 7.15  | Q, SB  |
| 9    | 5     | 4       | Gina Bass               | Gambie                    | 7.15  | Q, SB  |
| 10   | 5     | 5       | Celera Barnes           | États-Unis                | 7.15  | Q      |
| 11   | 4     | 2       | Tristan Evelyn          | Barbade                   | 7.17  | Q      |
| 12   | 6     | 5       | Shashalee Forbes        | Jamaïque                  | 7.17  | Q      |
| 13   | 7     | 1       | Orlann Ombissa-Dzangue  | France                    | 7.20  | Q      |
| 14   | 7     | 5       | Jaël Bestué             | Espagne                   | 7.20  | q      |
| 15   | 3     | 5       | Mikiah Brisco           | États-Unis                | 7.20  | Q      |
| 16   | 6     | 4       | Delphine Nkansa         | Belgique                  | 7.22  | Q      |
| 17   | 6     | 2       | Audrey Leduc            | Canada                    | 7.22  | q, =PB |
| 18   | 2     | 6       | Briana Williams         | Jamaïque                  | 7.22  | Q      |
| 19   | 2     | 3       | Boglárka Takács         | Hongrie                   | 7.23  | Q      |
| 20   | 1     | 6       | Anthonique Strachan     | Bahamas                   | 7.24  | Q      |
| 21   | 7     | 2       | Õilme Võro              | Estonie                   | 7.24  | q, NR  |
| 22   | 3     | 3       | N'Ketia Seedo           | Pays-Bas                  | 7.24  | Q      |
| 23   | 4     | 5       | Mélissa Gutschmidt      | Suisse                    | 7.26  |        |
| 24   | 7     | 7       | Helene Rønningen        | Norvège                   | 7.26  | PB     |
| 25   | 5     | 3       | Magdalena Stefanowicz   | Pologne                   | 7.26  | Q      |
| 26   | 4     | 6       | Michelle-Lee Ahye       | Trinité-et-Tobago         | 7.26  | =SB    |
| 27   | 3     | 7       | Karolína Maňasová       | Tchéquie                  | 7.27  |        |
| 28   | 5     | 7       | Polyniki Emmanouilidou  | Grèce                     | 7.27  |        |
| 29   | 4     | 7       | Lotta Kemppinen         | Finlande                  | 7.28  |        |
| 30   | 1     | 3       | María Isabel Pérez      | Espagne                   | 7.29  | Q      |
| 31   | 5     | 2       | Amy Hunt                | Grande-Bretagne           | 7.29  |        |
| 32   | 2     | 2       | Sade McCreath           | Canada                    | 7.30  |        |
| 33   | 1     | 4       | Vitoria Cristina Rosa   | Brésil                    | 7.32  | =SB    |
| 34   | 6     | 7       | Rosalina Santos         | Portugal                  | 7.32  |        |
| 35   | 5     | 6       | Lorène Bazolo           | Portugal                  | 7.33  |        |
| 36   | 7     | 3       | Ángela Gabriela Tenorio | Équateur                  | 7.33  |        |
| 37   | 6     | 6       | Viktória Forster        | Slovaquie                 | 7.35  |        |
| 38   | 1     | 7       | Monika Weigertová       | Slovaquie                 | 7.35  |        |
| 39   | 2     | 7       | Beyonce DeFreitas       | Îles Vierges britanniques | 7.44  |        |
| 40   | 2     | 8       | Alessandra Gasparelli   | Saint-Marin               | 7.45  |        |
| 41   | 3     | 4       | Magdalena Lindner       | Autriche                  | 7.46  |        |
| 42   | 6     | 1       | Loi Im Lan              | Macao                     | 7.46  | SB     |
| 43   | 1     | 2       | Anaís Hernández         | Chili                     | 7.48  |        |
| 44   | 3     | 8       | Guadalupe Torrez        | Bolivie                   | 7.50  |        |
| 45   | 2     | 5       | Ana Carolina Azevedo    | Brésil                    | 7.50  | PB     |
| 46   | 5     | 8       | Dana Hussain            | Irak                      | 7.51  | SB     |
| 47   | 4     | 8       | Astrid Glenner-Frandsen | Danemark                  | 7.54  |        |
| 48   | 3     | 2       | Aziza Sbaity            | Liban                     | 7.56  |        |
| 49   | 1     | 1       | Macarena Giménez        | Paraguay                  | 7.59  |        |
| 50   | 5     | 1       | Marie-Charlotte Gastaud | Monaco                    | 7.95  |        |
| 51   | 1     | 8       | Jovita Arunia           | Îles Salomon              | 8.19  | NR     |
| 52   | 7     | 8       | Zarinae Sapong          | Îles Mariannes du Nord    | 8.44  | PB     |
| 53   | 6     | 8       | Filomenaleonisa Iakopo  | Samoa américaines         | 8.44  | PB     |

### Demi-finales
Les 2 premières de chaque série (Q) et les 2 meilleurs temps (q) se qualifient pour la finale.
| Rang | Série | Couloir | Athlète                | Pays             | Temps | Notes     |
| ---- | ----- | ------- | ---------------------- | ---------------- | ----- | --------- |
| 1    | 1     | 3       | Ewa Swoboda            | Pologne          | 6.98  | Q, WL, NR |
| 2    | 3     | 3       | Julien Alfred          | Sainte-Lucie     | 7.03  | Q         |
| 3    | 2     | 4       | Aleia Hobbs            | États-Unis       | 7.04  | Q         |
| 4    | 2     | 5       | Zaynab Dosso           | Italie           | 7.05  | Q         |
| 5    | 2     | 6       | Zoe Hobbs              | Nouvelle-Zélande | 7.09  | q, AR     |
| 6    | 3     | 4       | Mikiah Brisco          | États-Unis       | 7.10  | Q         |
| 7    | 1     | 5       | Rani Rosius            | Belgique         | 7.12  | Q, =PB    |
| 8    | 1     | 4       | Patrizia van der Weken | Luxembourg       | 7.13  | q         |
| 9    | 1     | 6       | Celera Barnes          | États-Unis       | 7.14  |           |
| 10   | 2     | 2       | Tristan Evelyn         | Barbade          | 7.14  |           |
| 11   | 2     | 3       | Shashalee Forbes       | Jamaïque         | 7.15  |           |
| 12   | 3     | 5       | Géraldine Frey         | Suisse           | 7.16  |           |
| 13   | 2     | 7       | Orlann Ombissa-Dzangue | France           | 7.18  |           |
| 14   | 3     | 2       | Briana Williams        | Jamaïque         | 7.19  |           |
| 15   | 1     | 2       | Boglárka Takács        | Hongrie          | 7.21  |           |
| 16   | 1     | 8       | Audrey Leduc           | Canada           | 7.21  |           |
| 17   | 3     | 7       | Delphine Nkansa        | Belgique         | 7.21  |           |
| 18   | 3     | 6       | Gina Bass              | Gambie           | 7.21  |           |
| 19   | 2     | 8       | Jaël Bestué            | Espagne          | 7.24  |           |
| 20   | 1     | 1       | María Isabel Pérez     | Espagne          | 7.26  | PB        |
| 21   | 3     | 8       | N'Ketia Seedo          | Pays-Bas         | 7.29  |           |
| 22   | 3     | 1       | Õilme Võro             | Estonie          | 7.31  |           |
| 23   | 1     | 7       | Anthonique Strachan    | Bahamas          | 7.36  |           |
| 24   | 2     | 1       | Magdalena Stefanowicz  | Pologne          | 7.37  |           |

### Finale
| Rang               | Couloir | Athlète                | Pays             | Temps | Notes |
| ------------------ | ------- | ---------------------- | ---------------- | ----- | ----- |
| Médaille d'or      | 4       | Julien Alfred          | Sainte-Lucie     | 6.98  | WL    |
| Médaille d'argent  | 5       | Ewa Swoboda            | Pologne          | 7.00  |       |
| Médaille de bronze | 3       | Zaynab Dosso           | Italie           | 7.05  |       |
| 4                  | 8       | Zoe Hobbs              | Nouvelle-Zélande | 7.06  | AR    |
| 5                  | 7       | Mikiah Brisco          | États-Unis       | 7.08  |       |
| 6                  | 2       | Rani Rosius            | Belgique         | 7.14  |       |
| 7                  | 1       | Patrizia van der Weken | Luxembourg       | 7.15  |       |
|                    | 6       | Aleia Hobbs            | États-Unis       | DNS   |       |

## Légende
Records et Performances
- AR : Record continental (area record)
- CR : Record des championnats (championship record)
- MR : Record du meeting (meet record)
- NR : Record national (national record)
- OR : Record olympique (olympic record)
- PR : Record paralympique (paralympic record)
- PB : Record personnel (personal best)
- SB : Meilleure performance personnelle de la saison (season's best)
- WL : Meilleure performance mondiale de l'année (world leader)
- WJR : Record du monde junior (world junior record)
- WR : Record du monde (world record)

Circonstances et Conditions
- DNF : N'a pas terminé (did not finish)
- DNS : N'a pas pris le départ (did not start)
- DQ : Disqualification (disqualification)
- NM : Aucun essai valable enregistré (No Mark)
- Q : Qualifié « directement » au prochain tour (ou à la prochaine compétition), lors d'une compétition majeure, grâce au classement ou à la réalisation des minima (automatic qualifier)
- q : Qualifié au prochain tour (ou à la prochaine compétition), lors d'une compétition majeure, grâce au repêchage ou à la réalisation de l'une des meilleures performances parmi celles des « non qualifiés directement » (grâce au meilleur temps ou à la meilleure distance par exemple) (secondary qualifier)